# Carme Arnau i Faidella
Carme Arnau i Faidella   (Barcelona, 16 de juliol de 1944) és una historiadora de la literatura catalana. Va estudiar Filosofia i Lletres a la Universitat de Barcelona i va doctorar-se amb una tesi sobre Mercè Rodoreda. Ha treballat en l'ensenyament i destaca per les seves obres d'investigació i crítica literària.

## Obres destacades
- Introducció a la narrativa de Mercè Rodoreda (1982)
- El mundo mítico de Gabriel García Márquez (1982)
- Marginats i integrats a la novel·la catalana (1987), Premi Crítica Serra d'Or de Literatura i Assaig 1988
- Miralls màgics: aproximació a l'última narrativa de Mercè Rodoreda (1990), Premi Josep Vallverdú 1989
- Mercè Rodoreda. Una biografia (2007)
- Compromís i escriptura. Lectura d'«Incerta glòria» de Joan Sales (2003), Premi Joan Maragall 2002
- El paradís perdut de Mercè Rodoreda: una família de Sant Gervasi (2015)